# Blei(II)-iodid
Blei(II)-iodid ist eine giftige chemische Verbindung bestehend aus den Elementen Blei und Iod.

## Gewinnung und Darstellung
Blei(II)-iodid wird durch eine Fällungsreaktion von Blei(II)-nitrat oder Blei(II)-acetat mit Kaliumiodid oder Natriumiodid gewonnen.
{\displaystyle \mathrm {Pb(NO_{3})_{2}+2\ KI\longrightarrow \ PbI_{2}\downarrow +2\ KNO_{3}} }
Es kann auf diese Art auch als Nachweisreaktion für Blei dienen.

## Eigenschaften
Blei(II)-iodid ist ein gelblicher bis orangefarbener Feststoff, der schwerlöslich in Wasser ist und bei 402 °C schmilzt.

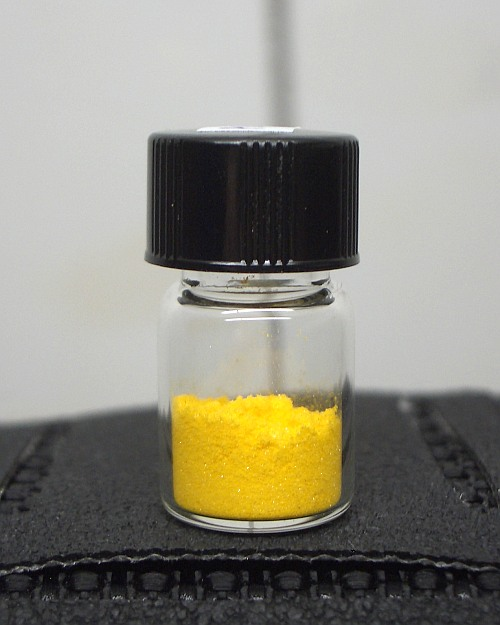
Blei(II)-iodid
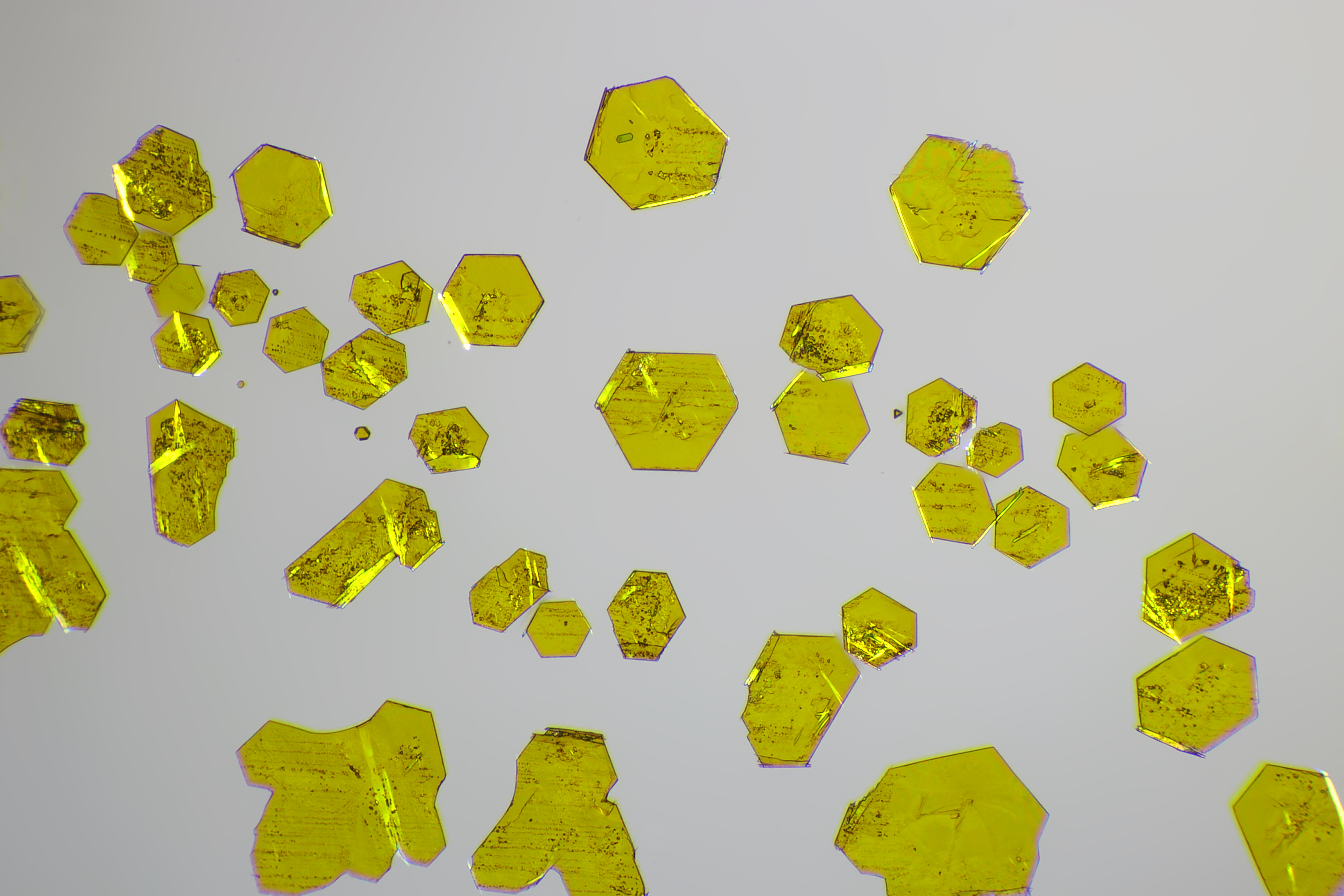
Blei(II)-iodid, gefällt, Mikrofoto

Er besitzt bei Normalbedingungen eine trigonale Kristallstruktur mit der Raumgruppe P3m1 (Raumgruppen-Nr. 164). Bei 305 °C erfolgt ein Phasenübergang zu einer anderen Modifikation. Daneben sind mindestens drei Hochdruckmodifikationen bekannt.

## Verwendung
In seiner kristallinen Form wird es als Detektormaterial für hochenergetische Photonen wie Röntgen- und Gammastrahlen verwendet. Im 19. Jahrhundert ist es selten von Künstlern als gelber Farbstoff (Jodgelb) verwendet worden, wurde aber aufgrund seiner Giftigkeit und Instabilität gegenüber Licht bald von anderen Farbstoffen abgelöst. Blei(II)-iodid wird verwendet für fotografische Emulsionen mit Thiolen, asbesthaltige Bremsbeläge, Batterien mit Iod, Quecksilberdampflampen, thermoelektrische Materialien, elektrosensitive Aufzeichnungsmaterialien und als Filter für die Infrarotastronomie.